# Takeley Street
Takeley Street – osada w Anglii, w hrabstwie Essex. Leży 21 km od miasta Chelmsford, nieopodal portu lotniczego Londyn-Stansted. W 2018 miejscowość liczyła 512 mieszkańców.